# Lievin-Bonaventure Proyart

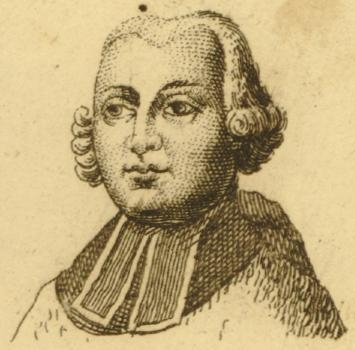
Ilustración de Lievin-Bonaventure Proyart, s. XVIII.

El abad Lievin-Bonaventure Proyart (Douchy-lès-Ayette, 13 de febrero de 1743 - Arrás, 23 de marzo de 1808) fue un escritor y religioso francés católico, monárquico, contrarrevolucionario y antimasónico.

## Biografía
En 1808 fue condenado a prisión, (donde murió) por razones políticas después de la publicación de su libro sobre Luis XVI.